# Penitent Peak
Der Penitent Peak (englisch für Büßerspitze, in Argentinien Pico Penitente) ist ein 825 m hoher Berg auf Horseshoe Island vor der Fallières-Küste des Grahamlands auf der Antarktischen Halbinsel. Er ragt zwischen Mount Breaker und dem Ryan Peak auf.
Der Falkland Islands Dependencies Survey nahm zwischen 1955 und 1957 Vermessungen und die Benennung vor. Namensgebend ist das Büßereis in der Umgebung des Bergs.